# Arnold Perl
Arnold E. Perl (* 14. April 1914 in New York City, Vereinigte Staaten; † 11. Dezember 1971 ebenda) war ein US-amerikanischer Bühnenautor, Drehbuchautor und Regisseur.

## Leben und Wirken
Perl hatte kurzzeitig in Ithaca im Bundesstaat New York an der Cornell University studiert, ehe er sich der Schriftstellerei zuwandte. Erstmals machte Perl Mitte der 1950er Jahre von sich reden, als er drei auf Arbeiten des bereits 1916 verstorbenen Scholem Alejchem basierende Einakter (A Tale of Schelm, Bontche Schweig und The High School), die er unter dem Titel The World of Sholom Aleichem veröffentlichte und die sich mit dem Leben russischer Juden befasste, veröffentlichte. In diesem Perl-Werk findet sich auch der Charakter Tevye, der Milchmann wieder, dem 1964 mit dem Musical Anatevka schließlich ein Denkmal gesetzt wurde. Perls Stück fand seine Premiere im Januar 1957 im Carnegie Hall Playhouse und erhielt (in der New York Times) gute Kritiken. Bis in die Neuzeit wird Tevyes Geschichte am Broadway unter dem Titel Fiddler on the Roof mit dem Nachsatz „Sholem Aleichem’s stories used by special permission of Arnold Perl“ aufgeführt. Alejchems und seine Vorlage diente auch 1962 als Blaupause für das deutsche WDR-Fernsehspiel Tevya und seine Töchter. Auch eine weitere deutsche Fernsehproduktion, Die höhere Schule (1964, mit dem 16-jährigen Marius Müller-Westernhagen), berief sich auf Alejchem und Perl.
Schon früh fand Arnold Perl den Weg zum Fernsehen. 1949 bis 1951 verfasste er eine Reihe von Drehbüchern zu der Prockter-Television-Serie The Big Story ehe Perl vorübergehend auf die Schwarze Liste geriet. Erst 1959 erlaubte man ihm seine Rückkehr in die Branche, und Arnold Perl schrieb nunmehr für das Fernsehen wie für das Kino, für Spielfilme wie für Dokumentationen. 1962 war er auch an einem italienischen Sandalenfilm (Das Gold der Cäsaren) beteiligt, Popularität brachten ihm jedoch vor allem seine Beiträge für New-York-Serien, die in der Welt der Zeitungsmacher (Deadline) und der Polizei (Gnadenlose Stadt) führten. Mit Heiße Spuren (N.Y.P.D.) schuf er 1967 eine weitere, zu ihrer Zeit recht beliebte Polizeiserie.
In seinem letzten Lebensabschnitt förderte Perl mit seinen Arbeiten das neue Selbstverständnis der Schwarzen in den USA (sog. „Black Pride“): Er schrieb das Drehbuch zu Wenn es Nacht wird in Manhattan des farbigen Schauspielers und Regisseurs Ossie Davis (mit den drei damaligen Schwarzen-Ikonen Godfrey Cambridge, Raymond St. Jacques und Calvin Lockhart in den Hauptrollen) und drehte in seinem Todesjahr 1971 eine vielbeachtete Dokumentation über den gleichnamigen radikalen Schwarzenführer Malcolm X. Den Erfolg dieses Films, der 1973 für einen Oscar als Bester abendfüllender Dokumentarfilm nominiert wurde und 1991 Grundlage für Spike Lees Kinofilm Malcolm X mit Denzel Washington in der Titelrolle werden sollte, erlebte Arnold Perl nicht mehr. Perl, der zahlreiche Preisnominierungen erhalten hatte und 1965 den WGA-Award für East Side/West Side in Empfang nehmen konnte, starb, erst 57 Jahre alt, in seiner Wohnung in Manhattan.

## Filmografie
- 1949–51: The Big Story (TV-Serie, Drehbuch)
- 1959: Jazz an einem Sommerabend (Jazz on a Summer’s Day) (Kino-Dokumentarfilm, Drehbuch)
- 1959: The World of Sholem Aleichem (Fernsehfilm, Drehbuch)
- 1959–61: Deadline (TV-Serie, Drehbuch und Produktion)
- 1962: Das Gold der Cäsaren (Oro per i Cesari) (Kinofilm, Co-Drehbuch)
- 1963: Gnadenlose Stadt (The Naked City) (TV-Serie, Drehbuch)
- 1963–64: East Side/West Side (TV-Serie, Drehbuch, Produktion)
- 1964: Die höhere Schule (deutscher Fernsehfilm, Drehbuch)
- 1969: Wenn es Nacht wird in Manhattan (Cotton Comes to Harlem) (Kinofilm, Co-Drehbuch)
- 1970: The Sheriff (Fernsehfilm, Drehbuch)
- 1971: Malcolm X (Dokumentarfilm. Regie, Drehbuch, Produktionsleitung)